# Memecylon apoense
Memecylon apoense är en tvåhjärtbladig växtart som beskrevs av Adolph Daniel Edward Elmer. Memecylon apoense ingår i släktet Memecylon och familjen Melastomataceae. Inga underarter finns listade i Catalogue of Life.